# The Heist
The Heist är debutalbumet för den amerikanska rapparen Macklemore och hans producent Ryan Lewis. Albumet placerades nummer 1 på Itunes bara några timmar efter sin release 9 oktober 2012.

## Låtlista
| Nr           | Titel                                                    | Kompositör                                       | Längd |
| ------------ | -------------------------------------------------------- | ------------------------------------------------ | ----- |
| 1.           | Ten Thousand Hours                                       | - Ben Haggerty - Ryan Lewis - Chris Mansfield    | 4:09  |
| 2.           | Can't Hold Us (featuring Ray Dalton)                     | - Haggerty - Lewis                               | 4:18  |
| 3.           | Thrift Shop (featuring Wanz)                             | - Haggerty - Lewis                               | 3:57  |
| 4.           | Thin Line (featuring Buffalo Madonna)                    | - Haggerty - Lewis - Nate Quiroga                | 4:16  |
| 5.           | Same Love (featuring Mary Lambert)                       | - Haggerty - Lewis - Mary Lambert                | 5:20  |
| 6.           | Make the Money                                           | - Haggerty - Lewis                               | 3:44  |
| 7.           | Neon Cathedral (featuring Allen Stone)                   | - Haggerty - Lewis - Stone                       | 4:34  |
| 8.           | BomBom (featuring The Teaching)                          | - Lewis                                          | 4:55  |
| 9.           | White Walls (featuring Schoolboy Q and Hollis)           | - Haggerty - Lewis - Quincy Hanley - Hollis Wear | 3:40  |
| 10.          | Jimmy Iovine (featuring Ab-Soul)                         | - Haggerty - Lewis - Herbert Stevens IV          | 3:53  |
| 11.          | Wings                                                    | - Haggerty - Lewis - Wear                        | 4:59  |
| 12.          | A Wake (featuring Evan Roman)                            | - Haggerty - Lewis - Roman                       | 3:46  |
| 13.          | Gold (featuring Eighty4 Fly)                             | - Haggerty - Lewis - Devon Taylor                | 4:11  |
| 14.          | Starting Over (featuring Ben Bridwell of Band of Horses) | - Haggerty - Lewis - Benjamin Bridwell           | 4:11  |
| 15.          | Cowboy Boots                                             | - Haggerty - Lewis                               | 4:16  |
| Total längd: | Total längd:                                             | Total längd:                                     | 64:09 |

| 16. | Castle      | - Haggerty - Lewis | 4:18 |
| 17. | My Oh My    | - Haggerty - Lewis | 4:17 |
| 18. | Victory Lap | - Haggerty - Lewis | 3:34 |